# Йохан Унт
Йохан Унт (ест. Johan Unt, 24 березня 1876, повіт Вільяндімаа, Естонія — 7 квітня 1930, м. Таллінн, Естонія) —  офіцер Естонської армії під час війни за незалежність, начальник гарнізону Таллінна.

## Життєпис
У 1897 році почав службу в 113-му піхотному Старорусскому полку, який дислокувався в Шяуляї Віленської губернії. Протягом року пройшов щаблі від єфрейтора до старшого унтер-офіцера. Восени 1899 року був направлений до Віленського військового училища, яке закінчив у 1901 році і отримав звання прапорщика. 
Брав участь у російсько-японській та Першій світовій війнах. 
У грудні 1917 року повернувся до Естонії, де був призначений командиром 2-го естонського полку Естонської національної армії. У 1918 призначений виконувачем обов'язків командира 1-ї естонської піхотної дивізії Естонської національної армії. У січні 1919 року призначений командиром бригади 1-ї дивізії, а в квітні того ж року — помічником командира дивізії та начальником охоронних робіт на Віруському фронті. У жовтні був призначений командувачем Лігою оборони, і служив на цій посаді до кінця Війни за незалежність.
У березні 1920 року був призначений командуючим військовим округом і тимчасово виконуючим обов'язки начальника Талліннського гарнізону. У лютому 1922 року йому присвоєно звання генерал-майора.
У 1920-1924 роках Йохан Унт був лідером Товариства офіцерів Республіки, головою правління Талліннського відділення Братства Хреста Свободи, членом правління Військово-економічного товариства в 1921-1930 роках, та членом правління Комітету вшанування пам’яті Визвольної війни з 1925 року до смерті.
У березні 1924 року призначений начальником штабу берегової, повітряної та внутрішньої оборони та Талліннського гарнізону. Брав активну участь у придушенні спроби державного перевороту 1 грудня 1924 року. 

### Вбивство
4 квітня 1930 року невідомий вистрелив Йохану Унту в спину на вулиці Крейцвальд у Таллінні. Від отриманих поранень помер у центральній лікарні оборони Таллінна. Похований на Оборонному кладовищі Таллінна. Вбивцю не спіймали.
За однією з версій це була помста комуністів за придушення спроби державного перевороту 1 грудня 1924 року. 